# قانون الجنسية الروسية
يتم تنظيم جنسية روسيا بموجب القانون الفيدرالي فيما يتعلق بجنسية الاتحاد الروسي (لعام 2002، مع تعديلات 2003، 2004، 2006)، دستور الاتحاد الروسي (1993)، و‌المعاهدات الدولية التي تغطي مسائل الجنسية والتي يُعتبر الاتحاد الروسي طرفاً فيها. وفقاً لبند السيادة في الدستور، للمعاهدات الدولية للاتحاد الروسي الأسبقية على القانون المحلي الروسي.

## التاريخ
أصبحت روسيا القيصرية دولة متعددة القوميات في القرن السادس عشر. كلمة روسّيان "россияне"، التي صاغها لومونوسوف، تُستخدم على نطاق واسع منذ ذلك الحين. بعد سقوط الإمبراطورية الروسية، تم استخدام تعبير «الشعب السوفيتي» للإشارة إلى سكان الاتحاد السوفيتي، بغض النظر عن العرق. بعد تفكك الاتحاد السوفيتي، أصبحت كلمة روسّيان مستخدمة على نطاق واسع مرة أخرى.

### الاتحاد السوفيتي
حتى عام 1990، كانت جمهورية روسيا الاتحادية الاشتراكية السوفيتية أحد جمهوريات الاتحاد السوفيتي. في عام 1999، تم إعلان سيادة الدولة في جمهورية روسيا الاتحادية الاشتراكية السوفيتية، على الرغم من عدم إلغاء الاتحاد السوفيتي حتى نهاية عام 1991. قدمت المادة 11 من إعلان سيادة الدولة جنسية روسيا الاتحادية الاشتراكية السوفيتية. كان نص قانون الجنسية جاهزًا في صيف عام 1991، ولكن لم يتم اعتماده من قِبل مجلس السوفيت الأعلى لروسيا حتى 28 نوفمبر 1991. في 23 يناير 1992، تم تطبيق بعض التغييرات على النص فيما يتعلق بتفكك الاتحاد السوفيتي؛ تم التوقيع على النتيجة من قِبل الرئيس ودخلت حيّز التنفيذ أخيراً بعد نشرها في 6 فبراير 1992.

### قانون الجنسية لعام 1991
وفقًا للمادة 13، تم الاعتراف بالمواطنين السوفييت السابقين من بين المقيمين الدائمين في 6 فبراير 1992 من روسيا الاتحادية الاشتراكية السوفياتية كمواطنين في روسيا الاتحادية الاشتراكية السوفيتية. أولئك الذين أعربوا عن رغبتهم في عدم أن يصبحوا مواطنين في روسيا الاتحادية الاشتراكية السوفيتية حتى 6 فبراير 1993 لم يتم الاعتراف بهم كمواطنين في روسيا الاتحادية الاشتراكية السوفيتية. أقر قرار المجلس الأعلى رقم 5206 / 1-1 بما يلي كمواطنين روس:

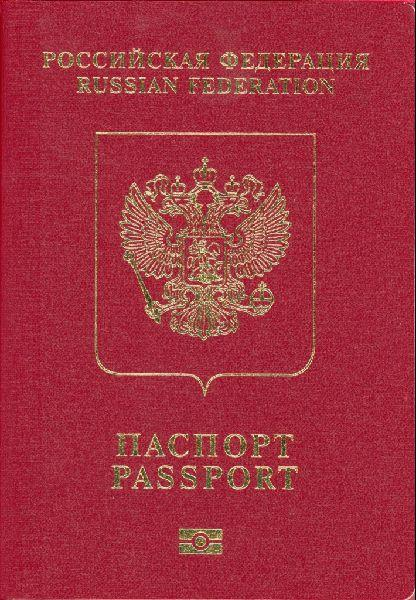
جوازات السفر الروسية هي سمة واضحة للجنسية الروسية

- أولئك الذين غادروا روسيا الاتحادية الاشتراكية السوفيتية قبل 6 فبراير 1992 للدراسة أو العمل أو العلاج أو لأسباب شخصية وعادوا بعد 6 فبراير 1992
- الأفراد العسكريين من روسيا الاتحادية الاشتراكية السوفيتية في الخارج

تم الاعتراف بالمواطنين السوفييت السابقين الذين ولدوا في 30 ديسمبر 1922 أو في وقت لاحق على الأراضي الروسية أو لمواطن سوفيتي كان مقيما دائماً في روسيا الاتحادية الاشتراكية السوفيتية عند ولادة له أو لها كما لو كانوا من مواطني روسيا الاتحادية الاشتراكية السوفيتية بالميلاد.
يمكن الحصول على الجنسية الروسية:
- بالولادة
- عن طريق التسجيل
- بالتجنس
- من خلال استعادة الجنسية
- عن طريق الاختيار
- باتباع جنسية الوالدين

### قانون المواطنين لعام 1999
في عام 1999، على الرغم من استخدام الرئيس حق الفيتو، اعتمدت الجمعية الاتحادية الروسية قانوناً بشأن سياسة الدولة تجاه المواطنين في الخارج. نصت المادة 11 على أنه يجب الاعتراف بجميع مواطني الاتحاد السوفيتي السابق وأحفادهم كمواطنين روس ما لم يعلنوا عن نواياهم في أن يكونوا مواطنين في دول أجنبية. ومع ذلك، تم إلغاء هذه المادة في عام 2002 ولا يتم الاعتراف عموماً بالأشخاص بموجب هذه المادة من قِبل السلطات التنفيذية أو القضائية في روسيا كمواطنين في الاتحاد الروسي ما لم يتلقوا وثائق الجنسية الروسية قبل إلغاء المادة. لم يتم تقديم أي تعليقات رسمية حول كيفية تفسير هذه المقالة. انتقد أوليغ كوتافين، رئيس اللجنة الرئاسية للجنسية، هذا القانون في كتابه المواطنة الروسية (ردمك 5-7975-0624-6)، ولكن لم يتم تحليل الآثار القانونية لهذا القانون هناك.

## قانون الجنسية لعام 2002
في عام 2002، حل قانون الجنسية الجديد، بدعم من الرئيس فلاديمير بوتين، محل قانون عام 1991.
يمكن الحصول على الجنسية الروسية:
- بالولادة
- بالتجنس
- من خلال استعادة الجنسية
- باتباع جنسية الوالدين

تتبع قواعد الجنسية بالميلاد بشكل عام مبدأ حق الدم، على الرغم من أنه يمكن الاعتراف بالطفل كمواطن روسي في عدة حالات خاصة:
- لم يكن أي من الوالدين، وكلاهما من المقيمين الدائمين في روسيا، مواطناً روسياً، لكن الطفل ولد في روسيا ولا يكتسب أي جنسية أخرى
- تم العثور على الطفل مهجوراً على الأراضي الروسية ويبقى الوالدان مجهولين لأكثر من ستة أشهر

يُمنح التجنس عادةً إذا كان مقدم الطلب يستوفي المتطلبات التالية
- مقيماً في روسياً لمدة لا تقل عن خمس سنوات
- يعد بسلوك قانوني
- لديه مصدر دخل قانوني
- يتكلم الروسية

في بعض الحالات، يمكن التنازل عن بعض أو حتى جميع المتطلبات المذكورة أعلاه بأمر تنفيذي من الرئيس الروسي، كما حدث في 3 يناير 2013، عندما وقع الرئيس الروسي فلاديمير بوتين على أمر تنفيذي يمنح الجنسية الروسية للممثل جيرارد ديبارديو المولود في فرنسا، مستشهداً بالسلطة الممنوحة بموجب المادة 89 (أ) من دستور الاتحاد الروسي.
تُمنح استعادة الجنسية بموجب نفس قواعد التجنس؛ الاستثناء الوحيد هو شرط مدة الإقامة (ثلاث سنوات في هذه الحالة). على الرغم من عدم امتثالها للقانون، إلا أن الوكالات التنفيذية (مثل دائرة الهجرة الفيدرالية والدوائر الدبلوماسية والقنصلية الروسية في الخارج) عادة لا تمنح الجنسية الروسية للمواطنين الروس السابقين إذا لم يستوفوا متطلبات استعادة الجنسية، حتى لو استوفوا متطلبات التجنيس الميسر.
أتاح حكم خاص في القانون للمواطنين السابقين في الاتحاد السوفيتي التقدم بطلب للحصول على الجنسية الروسية قبل عام 2009. كانت المتطلبات الوحيدة هي الحصول على تصريح إقامة مؤقتة أو تصريح إقامة دائمة، أو التسجيل كمقيم دائم في روسيا اعتباراً من 1 يوليو 2002 وتلبية متطلبات التجنس الخاصة بـ p. 2 وص. 4.
عادةً ما تتبع جنسية الأطفال (الأشخاص الذين تقل أعمارهم عن 18 عاماً) جنسية والديهم. إذا حصل أحد الوالدين أو كلاهما على الجنسية الروسية، يصبح أطفالهم مواطنين روس أيضاً. إذا فقد أحد الوالدين أو كلاهما الجنسية الروسية، يفقدها أطفالهم أيضاً. يمكن للطفل الحصول على الجنسية الروسية أو التخلي عنها بطلب من والديه، ولكن يجب أن يكون أحد الوالدين على الأقل مواطناً روسياً في هذه الحالة.

## متطلبات التأشيرة
| روسيا تأشيرة مجانية مع جواز سفر داخلي التأشيرة غير مطلوبة | تاشيرة الدخول عند الوصول مطلوب إذن إلكتروني أو دفع عبر الإنترنت | التأشيرة متاحة عند الوصول أو عبر الإنترنت التأشيرة المطلوبة قبل الوصول |

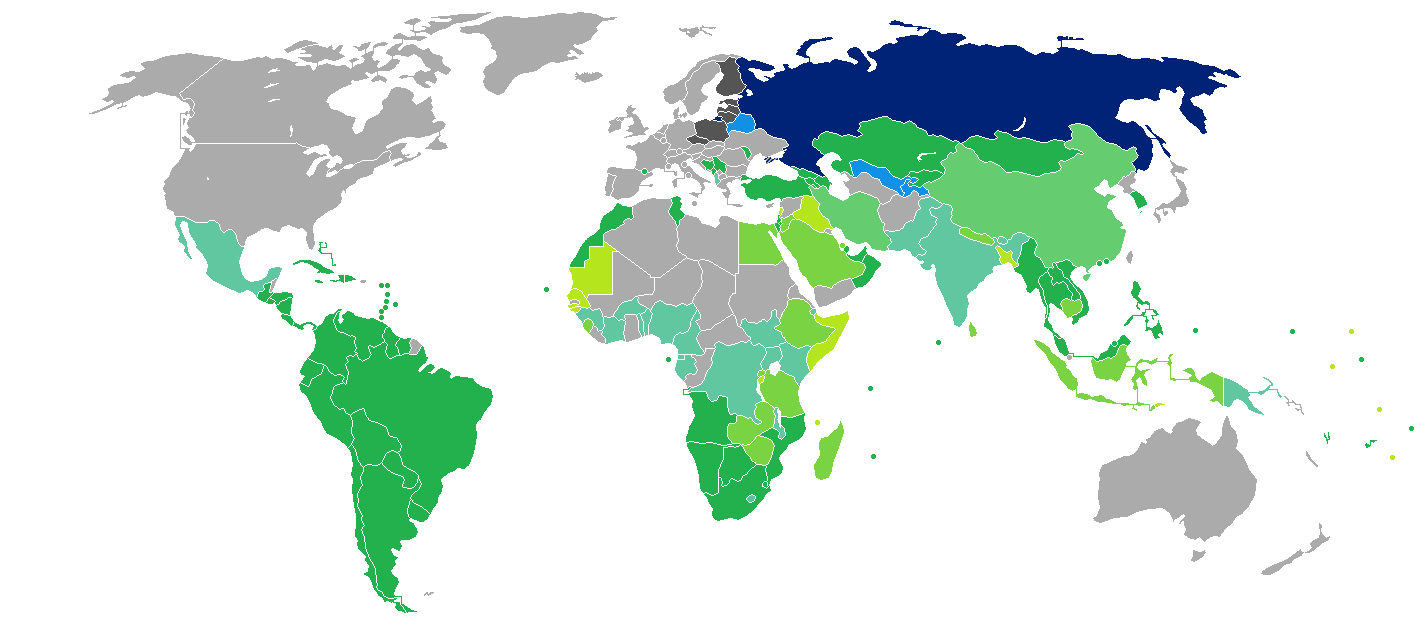
البلدان والأقاليم ذات الدخول بدون تأشيرة أو تأشيرة عند الوصول لحاملي جوازات السفر الروسية العادية
روسيا
تأشيرة مجانية مع جواز سفر داخلي
التأشيرة غير مطلوبة
تاشيرة الدخول عند الوصول
مطلوب إذن إلكتروني أو دفع عبر الإنترنت
التأشيرة متاحة عند الوصول أو عبر الإنترنت
التأشيرة المطلوبة قبل الوصول

متطلبات التأشيرة للمواطنين الروس هي قيود دخول إدارية تفرضها سلطات الدول الأخرى على مواطني روسيا. في عام 2020، كان المواطنون الروس يتمتعون بإمكانية الوصول بدون تأشيرة أو تأشيرة عند الوصول إلى 121 دولة وإقليم، مما جعل جواز السفر الروسي يحتل المرتبة 48 في العالم وفقلً لمؤشر هينلي لجوازات السفر.

## المعاهدات الدولية بشأن المواطنة

### معاهدات الجماعة الاقتصادية الأوروبية الآسيوية
لدى الاتحاد الروسي معاهدة مع كازاخستان ومعاهدة مع قيرغيزستان. كما توجد معاهدة متعددة الأطراف بين الاتحاد الروسي و‌كازاخستان و‌قيرغيزستان و‌بيلاروس.
يحق لمواطني الدول المعنية الذين يأتون إلى روسيا للحصول على الإقامة الدائمة الحصول على الجنسية الروسية إذا:
- كانوا من مواطني جمهورية روسيا الاتحادية الاشتراكية السوفيتية، أو
- ولدوا في إقليم جمهورية روسيا الاتحادية الاشتراكية السوفيتية، أو
- كانوا يعيشون في أراضي جمهورية روسيا الاتحادية الاشتراكية السوفيتية قبل 21 ديسمبر 1991، أو
- لديهم أقارب من المواطنين أو المقيمين الدائمين في الاتحاد الروسي

حتى نهاية عام 2003، تم تجاهل هذه المعاهدات من قبل السلطات التنفيذية الروسية. نصّ المرسوم الرئاسي رقم 1545 بعض الوسائل لتنفيذ المعاهدات. ومع ذلك، يتطلب المرسوم أن يقدم مقدم الطلب دليلاً على أن حالة جنسيته تسمح له بالإقامة في روسيا (مثل ختم خاص في جواز السفر أو وثيقة الخروج). هذا لا يتوافق مع المعاهدات ويجعل الحصول على الجنسية أكثر صعوبة أو حتى مستحيلاً في بعض الحالات. ذكرت المحكمة العليا للاتحاد الروسي في قرارها أنه يجب على المرء أن يثبت، وفقاً للمعاهدات، أنه جاء إلى روسيا للحصول على إقامة دائمة وليست مؤقتة. يمكن إثبات ذلك وفقاً للقانون الروسي. وفقاً لقانون وضع المواطنين الأجانب في الاتحاد الروسي، لا يتطلب الحصول على تصريح إقامة مؤقتة أو دائمة في روسيا أي إذن من الدول الأجنبية، لذلك من الناحية الفنية، يمكن لكل شخص يقيم بشكل قانوني في روسيا التقدم بطلب للحصول على تصريح إقامة مؤقتة ثم للحصول على تصريح إقامة دائمة. على الرغم من أن تفسير القانون الاتحادي الذي قدمته المحكمة العليا يتعارض مع المرسوم الرئاسي، لم يتم إعلان المادة باطلة.

### معاهدات الجنسية المزدوجة والمواطنة
الجنسية المزدوجة المقيدة مسموح بها في روسيا مع دول المعاهدة. ومع ذلك، لن تعترف السلطات الروسية إلا بالجنسية الروسية بموجب القانون، باستثناءات ممنوحة لأولئك الذين يحملون جنسية إحدى تلك الدول التي تسري فيها معاهدة تتعامل مع هذه المسألة.
تحتوي المعاهدات الدولية التالية على قواعد تتعلق بالجنسية المزدوجة:
- المعاهدة بين الاتحاد الروسي وجمهورية طاجيكستان (1995)
- معاهدة بين الاتحاد الروسي وجمهورية تركمانستان (1993)، والوضع الحالي محل نزاع

تمنح معاهدة الصداقة والتعاون والأمن المتبادل بين الاتحاد الروسي و‌جمهورية أرمينيا، الموقعة في 29 ديسمبر 1991، حق اكتساب الجنسية الروسية والأرمينية لمواطني روسيا وأرمينيا.
نظراً لأن الاتحاد الروسي هو الدولة الخلف للاتحاد السوفيتي، فإن بعض المعاهدات السوفيتية بشأن الجنسية المزدوجة لا تزال سارية. لهذا السبب، فإن اتفاقية جنسية المرأة المتزوجة سارية المفعول.

### الاتفاقية الأوروبية بشأن الجنسية
تم التوقيع على الاتفاقية الأوروبية بشأن الجنسية ولكن لم يصدق عليها الاتحاد الروسي. وهي ملزمة إلى حد أحكام اتفاقية فيينا لقانون المعاهدات. عادةً ما يُنظر إلى تشريعات المواطنة المحلية على أنها متوافقة مع الاتفاقية.